# 北浦デジタルテレビ中継局
北浦デジタルテレビ中継局（きたうらデジタルテレビちゅうけいきょく）は、宮崎県延岡市にあるデジタルテレビ中継局である。

## 概要
延岡市北東部（北浦町・熊野江町・須美江町・浦城町・島浦町など）の一部地域を放送区域としている。

## 放送設備

### 所在地
- 宮崎県延岡市北浦町古江（森山）

### 地上デジタルテレビ放送
| ID | 放送局名      | 放送局名      | 物理チャンネル | 空中線電力 | ERP   | 放送対象地域 | 放送区域内世帯数 |
| -- | ------------- | ------------- | -------------- | ---------- | ----- | ------------ | ---------------- |
| 1  | NHK宮崎       | 総合          | 41ch           | 300mW      | 1.35W | 宮崎県       | 1,726世帯        |
| 2  | NHK宮崎       | Eテレ         | 37ch           | 300mW      | 1.35W | 全国         | 1,726世帯        |
| 3  | UMKテレビ宮崎 | UMKテレビ宮崎 | 51ch           | 300mW      | 1W    | 宮崎県       | 1,726世帯        |
| 6  | MRT宮崎放送   | MRT宮崎放送   | 49ch           | 300mW      | 1W    | 宮崎県       | 1,726世帯        |

#### 補足
- 2008年9月25日予備免許交付、同11月7日試験放送開始、同11月24日本放送開始[2]。
- 実効輻射電力（ERP）：NHK総合・Eテレが1.35W[3][4]、UMKテレビ宮崎・MRT宮崎放送が1Wである[5][6]。